# Brian Michael Bendis
Brian Michael Bendis (Cleveland, 18 agosto 1967) è un fumettista statunitense, vincitore di cinque Eisner Award.
Conosciuto anche con l'acronimo BMB, talvolta firma le sue opere con "BENDIS!".
Inizia la sua carriera scrivendo e disegnando serie indipendenti di genere crime quali Goldfish, Jinx, Fire e Torso. Queste opere diventano la base su cui viene fondato l'imprint Jinxworld per il quale Bendis realizza le sue opere creator-owned tra cui la serie Powers grazie alla quale vince l'Eisner Award, ottenendo consensi e visibilità. A cavallo del nuovo millennio diventa uno degli autori più rappresentativi della Marvel Comics di cui rilancia gli Avengers occupandosene per 8 anni sui titoli Avengers, New Avengers, Dark Avengers e Mighty Avengers. Scrive un celebre ciclo di storie per Daredevil, dopo il quale gli vengono affidati importanti franchise quale quello sui mutanti (dal 2012 al 2015) e dei Guardiani della Galassia (dal 2013 al 2017). Bendis riveste un ruolo centrale nella creazione dell'Ultimate Universe per il quale realizza la serie Ultimate Spider-Man, albo al quale si dedicherà per più tempo sceneggiandone oltre 200 numeri. Gli vengono inoltre affidate importanti saghe evento quali Avengers vs X-Men, House of M, Secret War, Secret Invasion, Age of Ultron, Civil War II e Siege. Oltre a gestire diversi personaggi Marvel si dedica anche alle sue opere creator-owned (del Jinxworld) pubblicate per l'imprint Icon Comics (di proprietà della Marvel) e di cui è uno degli autori più prolifici. Il suo lavoro sui supereroi Marvel contribuisce allo sviluppo cross-mediale dei personaggi con i Vendicatori e Iron Man che divengono icone cinematografiche e la sua creazione Jessica Jones che viene trasposta come serie televisiva Netflix.
A fine 2017 annuncia il suo passaggio alla DC Comics per cui firma un contratto in esclusiva. Esordisce sulla storica serie Action Comics (con il n. 1000, che è celebrativo) per poi prendere le redini dell'iconico personaggio Superman. Dal 2018 la DC distribuisce anche l'intero catalogo dei titoli "Jinxworld". Nel 2020 la DC recide il contratto anche se l'autore continua a collaborare con l'editore come "writer-for hire" (ovvero scrittore su commissione).
Vive a Portland (Oregon) con la moglie Alisa, le tre figlie Olivia, Tabata, Sabrina e il figlio London. Sua moglie è coinvolta nella gestione manageriale dell'imprint 'Jinxworld', di cui è l'editrice.

## Carriera

### Anni novanta: Caliber Press e Image Comics
Nato da una famiglia ebrea in Ohio, frequenta nell'adolescenza una scuola ortodossa, ma fin dalla giovane età aspira a diventare un fumettista. A 13 anni confida a dei suoi amici di voler diventare il prossimo George Pérez. Si pone infatti l'obbiettivo di diventare un autore di comics in grado di scrivere sia le storie sia disegnarne le tavole. Per questo prende come punto di riferimento anche Frank Miller per il suo lavoro su Batman (quale Il ritorno del Cavaliere Oscuro) e John Byrne per Superman (tra cui Man of Steel). Dopo aver frequentato una scuola d'arte entra nell'industria dei fumetti negli anni novanta.
Mentre cerca di farsi un nome nel mondo dei comics lavora in un negozio di fumetti e ha modo di assistere alla nascita della Image e alla sua folgorante ascesa, con vendite da capogiro e alcuni albi che arrivano addirittura a vendere un milione di copie. Lavorando in una fumetteria è consapevole che la forte crescita delle vendite di quel periodo (1992-1996) è dovuta a un'isteria speculativa che porta molte persone a comprare più copie dello stesso albo per poi sperare di guadagnarci rivendendolo dopo solo pochi mesi. La Image Comics riesce a cavalcare perfettamente l'onda, anche grazie alla popolarità dei suoi fondatori tra i quali spiccano Rob Liefeld, Todd McFarlane e Jim Lee. Bendis però non apprezza il loro approccio al fumetto dal punto di vista creativo, in quanto si trascurano i contenuti e la storia per dare spazio all'aspetto grafico e a supereroi ipertrofici e poco originali (di questo cita ad esempio gli albi di Rob Liefeld). A suo dire l'artista migliore tra i fondatori della Image è Whilce Portacio e ammette che comincia a prendere seriamente questa nuova casa editrice nel momento in cui Alan Moore decide di pubblicare con loro la miniserie 1963. Il suo obiettivo rimane comunque quello di creare delle opere di genere noir nella speranza che possano aprirsi una nicchia all'interno di un mercato inflazionato dai supereroi in costume.
Gary Reed, il proprietario della Caliber, gli dà però fiducia e Bendis si impegna nel far crescere questa casa editrice indipendente, arrivando a concepire e realizzare un magazine chiamato High Caliber e pubblicizzando tutte le pubblicazioni dell'editore. Tra il 1991 e il 1996 collabora con la Caliber Comics, scrivendo Fire, Goldfish e Jinx. Tuttavia, l'editore tendeva a utilizzare materiali di bassa qualità per la pubblicazione dei fumetti. Bendis ricorda amareggiato che la sua edizione in volume di Goldfish era stata distribuita con una colla per la rilegatura talmente scadente che tutte le pagine tendevano a staccarsi non appena si apriva il tomo, cosa che avrebbe anche fatto desistere un regista di Hollywood da adattare l'opera per il cinema. Bendis dichiara che questo è stato uno dei momenti più imbarazzanti della sua carriera, e perde la stima e la fiducia per Reed.
Nel 1996 avviene un grande collasso del mercato fumettistico, un evento che distrugge diverse realtà editoriali e colpisce pesantemente le fumetterie ma allo stesso tempo obbliga i "superstiti" a rivedere i programmi editoriali e le strategie di marketing. Alla Image il più lungimirante e pragmatico si rivela essere Jim Valentino, che vuole trasformare quella che era una "Casa" prevalentemente incentrata su supereroi cupi e violenti in un "porto sicuro" per fumettisti in difficoltà, ma con idee alternative. Dopo che l'amico David Mack passa alla Image per pubblicare il suo Kabuki (questo grazie a Erik Larsen), Bendis manda il suo materiale (Goldfish e Jinx) a Jim Valentino nella speranza di ottenere un responso positivo, cosa che avviene. Il contratto è lo stesso che aveva alla Caliber Press, ovvero "creator-owned" (ciò che realizza rimane di sua proprietà).

La serie Sam & Twitch (1998) contribuisce a dare popolarità a Bendis presso lettori e critica. Illustrazione della copertina del secondo omnibus Panini che raccoglie l'omonima serie. Disegno di Ashley Wood. Edizione italiana © 2014 Panini SpA

Il lavoro di fumettista, che lo vede impegnato sia come scrittore sia come autore, non gli permette però ancora di mantenersi e quindi deve anche lavorare come illustratore al di fuori del campo dei fumetti. Un giorno riceve una telefonata da Todd McFarlane, che era rimasto impressionato da Goldfish e vuole Bendis su serie legate all'universo di Spawn, ovvero una serie sul gorilla Cy-Gor oppure sui due poliziotti Sam & Twitch. Bendis scarta l'ipotesi che riguarda il "supergorilla" e preferisce concentrarsi sulle avventure urbane dei due detective, molto più vicine come tematiche alle opere sulle quali ha sempre lavorato. McFarlane pare soddisfatto del suo lavoro a tal punto che gli offre una serie spin-off dedicata all'iconico Spawn, ovvero Hellspawn, che però lascia dopo soli sei mesi. Bendis aveva infatti cominciato un incarico alla Marvel Comics per realizzare una nuova serie, Ultimate Spider-Man, serie di grande successo che contribuisce a fargli raggiungere la sicurezza economica, oltre che a rilanciare la Marvel a livello commerciale. Bendis quindi, nonostante sia intenzionato a voler continuare a collaborare con la Image per le storie di Sam & Twitch e per la serie Powers (destinata a diventare uno dei suoi maggiori successi), non se la sente di portare avanti Hellspawn in quanto non si sente in sintonia col suo personaggio quanto invece, per esempio, lo è con Spider-Man. Todd McFarlane non apprezza questa decisione gli chiede di lasciare tutti gli incarichi presso la Todd McFarlane Productions, sottintendendo che ne vorrebbe la fuoriuscita anche dalla Image.

### Il periodo Marvel Comics (2000-2017)
Nel 2000, Bendis pubblica con la Oni Comics l'autobiografico Fortune and Glory, per poi dedicarsi al genere supereroistico. Nello stesso anno, incomincia a scrivere Powers, pubblicato dalla Image Comics con disegni di Michael Avon Oeming. Powers fa da ponte tra il suo periodo noir e il mondo dei supereroi.
Nel 2000, David Mack raccomanda Bendis a Joe Quesada, che era il direttore editoriale della Marvel Comics. Sia Bendis sia Quesada hanno raccontato un aneddoto: quando Quesada chiamò Bendis per un'offerta di lavoro, Bendis pensò che gli avrebbe offerto un ruolo da disegnatore, a quel punto Quesada - che è un abilissimo disegnatore - gli disse: «Sai che i tuoi disegni fanno schifo, vero?» e gli chiese di scrivere storie. Da quando lavora alla Marvel Comics, Bendis ha disegnato molto raramente. Bendis e Quesada, insieme a Bill Jemas e a Mark Millar, crearono assieme la linea di fumetti Ultimate Marvel. Bendis stesso scrisse Ultimate Spider-Man; il titolo fu lanciato (negli USA) nel 2000 e riscosse un notevole successo, portando a Bendis fama e lettori. Bendis ha dichiarato fin dall'inizio di avere il progetto di raggiungere su questa serie, in coppia con il disegnatore Mark Bagley, il ragguardevole traguardo dei 102 albi consecutivi realizzato da Stan Lee e Jack Kirby sui Fantastici Quattro. Ci riuscì realizzando ininterrottamente 110 albi (più metà del n. 111) con lo stesso Bagley.
Dal 2001 diventa lo scrittore di Daredevil prendendo le redini della serie che ha rilanciato il personaggio a partire dal 1998 grazie ad autori quali Joe Quesada e Kevin Smith. La seconda serie del personaggio, ripartita dal n. 1, ha inoltre inaugurato l'imprint Marvel Knights, punto di partenza per un rinnovamento creativo dell'universo Marvel, portato avanti da Quesada negli anni successivi, arrivando a coprire la carica di Editor-in-Chief della Marvel. Dopo un primo arco narrativo in quattro parti realizzato insieme a David Mack (nei numeri dal 16 al 19), Bendis diventa lo scrittore regolare della serie a partire dal n. 26 (del dicembre 2001). Ne rimane l'autore fino al n. 86, realizzando una delle sequenze più lunghe per uno scrittore su Daredevil, 55 albi consecutivi per un totale di 59 albi (dal dicembre 2001 al marzo 2006), considerato il primo arco narrativo. In questo lungo ciclo di storie lo affianca come disegnatore Alex Maleev, segnando già nello stile grafico un radicale cambio di toni. Dal tratto cartoonesco e iperdinamico di Joe Quesada, da quello onirico e pittorico di David Mack, si passa a atmosfere e tratti opposti. Maleev è infatti caratterizzato da un segno realistico e sporco, funzionale al clima cupo e noir delle storie di Bendis. L'impronta viene paragonata a quella urbana e oscura di Frank Miller, l'autore che negli anni ottanta era riuscito a salvare il personaggio dall'oblio editoriale realizzando un ciclo di storie capace di farlo rinascere. Bendis viene considerato un erede di Miller, ma con trame aggiornate al nuovo millennio e un approccio teso a stupire il lettore, spesso stravolgendo lo status quo del personaggio. Il segnale viene già dato con il primo arco narrativo del duo Bendis-Maleev (Underboss), che si apre con la morte di Kingpin (nemesi storica) per mano del nuovo boss Samuel Silke e l'uscita di scena Karen Page (ex-grande amore di Matt). La sequenza di colpi di scena è senza tregua: rivelazione pubblica dell'identità di Daredevil, il suo autoproclamarsi Re indiscusso di Hell's Kitchen, la deriva da vigilante assunta da Matt, la morte della Tigre Bianca (Hector Ayala) e il matrimonio con Milla Donovan (donna non vedente come lui). Il canto del cigno di Bendis rimane memorabile con lo story-arc The Murdock Papers (nei nn. 76-81) in cui Daredevil viene arrestato e finisce in carcere. Dovrà essere Ed Brubaker, il successore di Bendis come scrittore, a togliere l'eroe decaduto dal fosso nel quale è precipitato durante il tormentato periodo al quale è stato sottoposto. Lungo la sua gestione Bendis è riuscito a miscelare abilmente l'approfondimento psicologico dei personaggi al ritmo serrato degli avvenimento, calando la sua storia all'interno di un contesto realistico e claustrofobico. L'opera sul Diavolo Rosso risulta una delle sue più riuscite e acclamate dalla critica, contribuendo a fargli vincere tre Eisner Award tra il 2002 e il 2003 (due come miglior scrittore e uno come miglior serie regolare). Durante il suo impegno sull'eroe di Hell's Kitchen continua a lavorare all'universo Ultimate, non solo in Ultimate Spider-Man, ma anche con Ultimate X-Men, Ultimate Fantastic Four, Ultimate Marvel Team-up e Ultimate Origins.
Bendis decide quindi scrivere una serie su Jessica Jones, un personaggio inserito nell'universo Marvel, ma creato dallo stesso Bendis e destinato a divenire uno dei più popolari dell'autore. Le viene dedicata una serie regolare che però, per volere di Bendis, deve avere un approccio più maturo al genere supereroistico con la possibilità di affrontare tematiche adulte. La protagonista è difatti una detective privata, ex-super eroina, con un passato da alcolista e propensa a sfoghi di violenza. Un personaggio cinico e nichilista che si trova a indagare negli anfratti più cupi dell'universo Marvel. La Marvel Comics, dopo la chiusura della Epic Comics, non aveva più un imprint editoriale per pubblicare materiale di questo tipo (come invece lo era la Vertigo per la DC Comics), quindi, grazie all'appoggio di Bil Jemas e Joe Quesada, viene lanciata l'etichetta MAX. L'imprint esordisce nel 2001, con la serie Alias di Bendis e Michael Gaydos e la limited-series U.S War Machine di Chuck Austen. In copertina non appare il logo Marvel Comics e vi è il banner con l'avvertenza "Explicit Content" (ovvero contenuti espliciti) a indicare che il materiale trattato può contenere scene di sesso, violenza, linguaggio esplicito e, in genere, tematiche non adatte a lettori non adulti. Nonostante esca dagli stereotipi del genere supereroistico, Jessica Jones diviene uno dei personaggi Marvel più importanti tra quelli creati negli anni duemila, divenendo una protagonista ricorrente nelle serie degli Avengers, avendo dedicate altre serie (dopo la chiusura di Alias) e, tra il 2015 e il 2019 è protagonista di una serie tv live-action di Netflix. La piattaforma streaming la impegna anche come co-star della serie The Defenders dove si unisce ad altri super eroi Marvel quali Daredevil, Luke Cage e Iron Fist a cui Netflix ha dedicato serie TV.
Tra il 2004 e il 2005 viene pubblicata il suo primo importante universe-wide event, ovvero Guerra segreta, acclamata miniserie con protagonisti i Vendicatori e disegnata dall'artista italiano Gabriele Dell'Otto. Il titolo si ispira chiaramente a Secret Wars, la prima storica limited-series che coinvolgeva tramite tie-in l'intero universo Marvel, voluta e scritta da Jim Shooter (all'epoca editor-in-chief della Marvel) a metà anni ottanta. Prima della pubblicazione vi lavorano per 18 mesi, ma la storia che ne esce non ha presupposti sci-fi simili a quella del 1984 del trio Jim Shooter, Mike Zeck e Bob Layton. In questo caso la fonte di ispirazione è più radicata nel contesto sociale e storico degli Stati Uniti degli anni duemila, fortemente colpiti dall'attacco terroristico alle Torri Gemelle e turbati da teorie cospirative e dalla sfiducia nelle istituzioni preposte a difenderli. L'editor-in-chief della Marvel Joe Quesada sente che le conseguenze di quanto accaduto devono avere una ripercussione (anche) nello sgargiante e fantastico mondo dei supereroi e in generale nella produzione editoriale della Marvel, da sempre sensibile alle tematiche ed eventi che attraversano la struttura stessa della società. Bendis diviene il punto di riferimento per impostare l'universo Marvel attraverso nuovi approcci agli universe-wide crossover, agli eventi fumettistici e soprattutto porre le basi per un nuovo super team Avengers, che deve ritrovare la sua centralità nella continuity e nell'impostazione tematica dell'universo Marvel. Difatti l'autore prende in mano le redini dello storico team della Marvel e decide di stravolgerne lo status quo. Scrive gli ultimi numeri della serie The Avengers (nn.500-503) e l'albo unico Avengers: The Finale, iniziando un ciclo di storie di 8 anni che avranno un ruolo fondamentale per il rilancio della serie e la loro introduzione nel Marvel Cinematic Universe. Ormai già da un anno parlava e scambiava opinioni sul team con Mark Millar (creatore del Millarworld) con il quale dal 2001 aveva collaborato per la costruzione dell'Ultimate Universe. Entrambi hanno la loro chance di trasporre le loro idee nelle serie a fumetti. Millar creando gli Avengers dell'Ultimate Universe ovvero The Ultimates e Bendis avendo le redini dello storico gruppo creato nel 1963 da Stan Lee e Jack Kirby e inserito nel canonico universo Marvel. Il titolo dell'ultimo arco narrativo della serie classica (il primo di Bendis) è Vendicatori divisi, significativo in quanto si contrappone al classico grido di battaglia Avengers Uniti ("Avengers Assemble" in originale). La sua intenzione è di distruggere le fondamenta dell'attuale gruppo per poi crearne uno nuovo, lanciando una nuova serie regolare dal titolo New Avengers, a voler segnare il rilancio del gruppo. All'epoca le vendite latitavano e il team non era molto seguito neppure dai lettori Marvel, Bendis deve cercare di riportarlo al centro dell'universo Marvel. Siamo in un periodo antecedente la nascita e il successo del Marvel Cinematic Universe (ovvero il 2008) e la popolarità degli Avengers è a uno dei suoi punti più bassi. L'autore vuole riportare il concetto su cui si è fondato il primo storico gruppo di Lee-Kirby che veniva pubblicizzato come Gli Eroi più potenti della Terra. Arriva ad affermare: «Voglio dire, chi cazzo è Fante di Cuori? Dovrebbe essere la squadra con gli eroi più forti di tutti.» Di conseguenza il primo obiettivo dell'autore è quello di portare nella formazione gli eroi più potenti e carismatici della casa editrice (tra cui Spider-Man, Wolverine, Luke Cage come sua preferenza personale, e Sentry, potente quanto il Superman della DC)e di conseguenza costruirci attorno delle saghe che assomiglino a grandi blockbuster cinematografici, le cui conseguenze si ripercuotano sull'intera continuity degli albi Marvel. Le minacce e le avventure che affronterà il gruppo saranno quindi cataclismatiche, spesso al centro degli universe-wide crossover della Marvel Comics, quali House of M (2005), Civil War (2006), Secret Invasion (2008), Assedio (2009). Gli Avengers tornano ad essere la pietra angolare dell'Universo Marvel e l'autore si dedica allo sviluppo della loro psicologia e alle interazioni tra i membri del gruppo costruendo inoltre diverse sottotrame e misteri che possano catturare i lettori nel lungo periodo spesso arrivando a plot twist inaspettati per uno dei più classici super gruppi della storia dei comic. Il suo approccio e da subito iconoclasta rinunciando quindi a ripercorre trame e dinamiche ormai vetuste, ignorando spesso una continuity appesantita da decenni di storie pubblicate. Per questo arriva a lanciare serie spin-off quali New Avengers: Illuminati, The Mighty Avengers e Dark Avengers che partono da presupposti narrativi (per la genesi del team) completamente differenti da quelli visti prima della sua gestione. Bendis scrive un totale di 114 albi dedicati al gruppo, contando sia quelli della serie principale sia quelli delle serie spin-off, gli annual e gli albi unici. In questo periodo riesce a riportare all'attenzione dei lettori le gesta del gruppo creato dal duo Lee-Kirby trattando però la struttura delle storie come se si trattasse di materiale cinematografico, dalla decompressione dell'azione all'impostazione dei dialoghi, senza rinunciare mai a colpi di scena o improvvisi ribaltamenti del campo d'azione dei personaggi. Se, nel 2012, si arriva alla produzione del blockbuster The Avengers di Joss Whedon, il merito è anche di Bendis che è riuscito negli anni precedenti a riportare il gruppo al centro dei piani editoriali dell'azienda. Ovviamente non tutto il suo operato soddisfà tutti i lettori della Marvel (soprattutto i puristi del canone narrativo), ma comunque centra un grande obiettivo dando maggior gravità al suo status di top-writer ("massimo scrittore") nel mondo fumettistico.
Nel 2004, sposta la serie Powers dalla Image Comics alla Marvel Comics, che aveva appena creato l'imprint Icon Comics. Sotto questa etichetta, la casa editrice pubblica serie e miniserie i cui diritti rimangono agli stessi autori, sono le opere "creator-owned". Alla Marvel mancava un imprint di questo tipo dalla chiusura della Epic Comics nel 1996, mentre la DC vi aveva rimediato (dal 1993) con l'imprint Vertigo gestito da Karen Berger (fino al 2013). Di fatto si tratta di una politica simile a quella adottata dalla Image Comics, dalla Dark Horse Comics e altri editori indipendenti, elemento che spesso ha portato grandi autori a preferire questo tipo di case editrici che non le Big-Two (Marvel e DC).
Nel 2010 con la miniserie Assedio, si conclude il periodo del Dark Reign, iniziato dopo Secret Invasion. nello stesso anno, insieme al disegnatore Alex Maleev, crea il personaggio Scarlet e la serie a essa dedicata. Si tratta della prima creazione originale dell'autore espressamente ideata per la Icon.
Insieme alla disegnatrice Sara Pichelli, nel 2011, crea un nuovo Uomo Ragno per l'Universo Ultimate. A indossare il costume dell'Arrampicamuri è il teenager afro-americano Miles Morales che ottiene grande successo e suscita una notevole attenzione mediatica. La nuova versione di Spider-Man riceve l'attenzione della Fox News, CNN, del The Daily Show, dello Howard Stern Show e di numerosi altri canali. Il personaggio è tra i più utilizzati dalla Marvel nel secondo decennio del XXI secolo divenendo anche protagonista dell'acclamato film d'animazione Spider-Man: Into the Spider-Verse, distribuito nel 2018 e di cui Bendis è stato consulente creativo.
Nel 2012, in seguito alla miniserie-evento Avengers vs. X-Men, termina il suo lavoro sulle testate dei Vendicatori e gli vengono affidate le redini delle testate Incredibili X-Men, Nuovissimi X-Men e Guardiani della Galassia. Nel 2013 realizza il crossover Age of Ultron.
Nel 2017 annuncia il suo passaggio alla DC Comics, e gli ultimi albi scritti per la Marvel escono nei primi mesi del 2018. L'epilogo della sua lunga carriera per la "Casa delle Idee" arriva con la pubblicazione di due albi significativi e storici: il primo esce il 2 maggio 2018 ed è Spider-Man n. 240, serie iniziata nell'ottobre 2000 (data di copertina) come Ultimate Spider-Man e di cui Bendis è sempre stato alle redini; l'ultimo albo per la Marvel è il celebrativo Invincible Iron Man n. 600, distribuito il 23 maggio 2018, al quale partecipano diversi disegnatori che nel corso degli anni hanno collaborato con Bendis, ovvero Alex Maleev, Stefano Caselli, Jim Cheung, David Marquez, Mark Bagley, Leinil Francis Yu e Daniel Acuna. In questo storico numero si assiste al ritorno di Tony Stark nell'armatura di Iron Man e la nascita di un nuovo supervillain. Bendis ha inoltre l'opportunità di chiudere alcune trame del suo run sul personaggio, svelando le sorti di Riri Williams e Victor Von Doom, due personaggi che hanno indossato l'armatura di Iron Man.

### Il periodo per DC Comics in esclusiva (2018-2020)
Il 7 novembre 2017 viene annunciato il passaggio di Bendis dalla Marvel alla rivale DC Comics, con la quale firma un contratto in esclusiva. La notizia suscita scalpore e divide i lettori: alcuni appassionati della Marvel vedono con sollievo la sua dipartita, mentre altri la paragonano a una perdita paragonabile a quella che nel 1970 portò Jack Kirby a lavorare per la DC. Tuttavia, il mese successivo all'annuncio viene ricoverato d'urgenza in ospedale per un'infezione da stafilococco resistente alla meticillina, in seguito alla quale si risveglia in terapia intensiva, avendo perso la vista e arrivando a rischiare la morte. Successivamente riesce a riprendersi e a riguadagnare la vista, e ricomincia il suo lavoro.
L'accordo con la DC prevede anche la pubblicazione dei titoli creator-owned, che l'autore ha creato per la sua etichetta Jinxworld e che alla Marvel venivano pubblicati per l'etichetta Icon Comics. Alcune serie verranno ristampate e altre quali Powers, Scarlet, Brilliant e United States of Murder proseguono il loro corso con il nuovo editore, rimanendo però sempre all'interno del Jinxworld.
La sua prima storia per la DC viene pubblicata nello storico Action Comics n. 1000, albo celebrativo che omaggia la storia di Superman attraverso il contributo dei più importanti artisti e autori in forza alla casa editrice. L'albo viene distribuito il 18 aprile 2018 e segna l'inizio della nuova carriera di Bendis. Dopo aver realizzato la miniserie The Man of Steel, gli vengono affidate le redini delle storiche serie dell'Uomo d'Acciaio ovvero Action Comics e Superman.
Ad agosto 2018 l'etichetta creator-owned di Bendis Jinxworld diviene ufficialmente un imprint della DC Comics (nonostante non rientrino nell'universo fumettistico DC) e i primi due titoli pubblicati sono pubblicizzati sul magazine ufficiale DC Previews nella sezione Spotlight, quella che presenta le novità più importanti del mese nel catalogo dell'editore. La prima miniserie DC-Jinxworld è una nuova opera dal titolo Pearl creata insieme a Michael Gaydos, artista col quale Bendis aveva ideato Jessica Jones per la Marvel Comics. La seconda è il sequel della serie Scarlet pubblicata in origine dalla Marvel Comics per l'etichetta Icon Comics. Ai disegni torna Alex Maleev, co-creatore dell'opera e già collaboratore di Bendis in un celebre ciclo di Daredevil e sulla serie Infamous Iron Man (entrambi per la Marvel). Il 5 settembre 2018 vengono lanciate altre due miniserie per l'imprint Jinxworld: una nuova creazione di Bendis dal titolo Cover, disegnata dall'artista David Mack (co-creatore), definita una "comedic spy story", e il sequel di United States of Murder, INC., realizzata dal team originale formato dal duo Bendis-Oeming e denominata United States vs. Murder, INC.. Per quanto riguarda la storica serie "Powers", prosegue nel formato graphic novel e non più come comic book a pubblicazione periodica. La prima graphic novel originale esce a ottobre 2019 nel formato "Hard Cover" con il titolo Powers: The Best Ever. I disegni sono sempre del co-creatore Michael Avon Oeming. All'interno viene celebrato il 20º anniversario della serie (nata nel 1999) con una retrospettiva dello stesso Bendis e uno speciale dedicato alla serie televisiva cancellata dalla piattaforma PlayStation Network dopo sole due stagioni. Vi è inoltre uno speciale che delinea quanto sarebbe successo nell'eventuale terza stagione.
A partire dal 2019 Bendis porta un nuovo imprint all'interno dell'universo DC, si tratta del Wonder Comics. I fumetti pubblicati con questa etichetta vogliono celebrare la meraviglia e lo stupore che ci si trova di fronte quando, sul finire dell'adolescenza, inizia la "vita reale". Questo è, secondo Bendis, il momento in cui devi scoprire che tipo di persona sarai. In questa epifania della vita Bendis ha trovato voce e ispirazione nei fumetti DC, fondamentali nel suo periodo adolescenziale per creare quel sentimento di meraviglia e audacia che ti spinge ad affrontare la vita. Proprio per questo il primo titolo dell'imprint è Young Justice, serie che vede protagonisti supereroi teenager quali: Superboy, Wonder Girl, Impulse, Amethyst, Teen Lantern e Jinny Hex.

Copertina del volume "DC Collection - La Legione dei Super-eroi 1". Disegno di Ryan Sook. Raccoglie "Legion of Super-Heroes (2019)" nn.1-6, la versione dei legionari del XXXI secolo scritta da Bendis. Edizione italiana © 2020 Panini SpA

Una delle sfide che più hanno appassionato Bendis quando è passato dalla Marvel alla DC è stato quello di un rilancio in grande stile dell'iconico team di supereroi del futuro denominato Legione dei Super-Eroi, nato agli albori della Silver Age (nel 1958) sulle pagine della storica Adventure Comics. Nel corso di oltre sessant'anni di storia editoriale il gruppo ha visto l'avvicendarsi di decine di membri nel suo line-up così come vi sono state diverse incarnazioni della serie che hanno spesso intricato la continuity sia del futuro sia del presente dell'Universo DC. Bendis vuole cercare di creare una serie che attiri lettori nuovi alle avventure della Legione e che rispetti la storia e l'eredità del gruppo. Inoltre, in quanto appassionato di continuity del "DC Universe", Bendis vuole cercare di forgiare una precisa timeline che connetta tutti i futuri che nel corso dei decenni sono stati presentati sugli albi DC, da quello raccontato nella serie distopica Batman Beyond a quello post-apocalittico del Kamandi di Jack Kirby. L'ambizioso progetto dell'autore, destinato a ridisegnare mille anni di storia dell'universo DC inizia con la miniserie Legion of Super-Heroes: Millennium in uscita a settembre del 2019. Con questo albo racconta la storia di una misteriosa donna che non può invecchiare e, partendo dal tempo presente, la sua vita attraversa i secoli futuri del DC Universe fino ad arrivare all'epoca della Legione (il 31º secolo). Si tratta di un prequel con cui Bendis introduce una nuova Legione dei Super-Eroi che non ha nessun legame di continuity con le sue precedenti incarnazioni. Bendis è chiaro nel dire che le passate storie dei "legionari" non sono canoniche con l'attuale universo della DC, come invece lo sono quelle narrate nella sua nuova serie. Nonostante questo, sottolinea che rimarrà fedele alle idee e allo spirito che hanno dato vita alla decennale storia del titolo, fondamenta in gran parte gettate dal run di Jim Shooter del periodo Silver Age. Dopo Young Justice, questo è il secondo "teen-heroes' team" (ovvero gruppo di eroi teenager) rifondato dall'autore.

### Gli anni duemila e venti (dal 2020)
Nel 2020 il gruppo WarnerMedia, di cui la DC Comics fa parte, va incontro a una profonda ristrutturazione, taglio dei costi e del personale. La nuova proprietà, subentrata nel 2018 con l'acquisizione del gruppo Time Warner da parte di AT&T, programma un ridimensionamento della DC, gruppo editoriale non considerato vitale per la nuova Corporation. Nel febbraio del 2020 viene licenziato il publisher Dan DiDio, Jim Lee viene rimosso dal suo ruolo di co-publisher e qualche mese dopo perde il posto anche il Redattore-Capo Bob Harras insieme a numerosi altri editor e figure chiave nell'organigramma della compagnia. Questo tocca anche Bendis il cui contratto in esclusiva viene reciso unilateralmente da DC nel settembre 2020. L'autore continua però a collaborare con la DC come scrittore su commissione. A livello editoriale viene interrotto il suo lavoro su Superman i cui risultati di vendita non sono stati all'altezza delle aspettative. I suoi lavori creator-owned (quelli per l'imprint Jinxworld) non sono inoltre più distribuiti e pubblicizzati dalla DC. Dal 2021 Bendis torna a essere un "freelancer" ed è quindi libero di proporre le sue opere ad altre case editrici. Il tempismo della rottura del contratto in esclusiva è quanto mai opinabile in quanto, anche se non più ai testi di Superman, il valore di Bendis per la compagnia è considerovole sia a livello fumettistico sia multimediale. A lui vengono affidati infatti i testi della storica Justice League of America a partire dal n.59 in distribuzione a marzo 2021. Un primo teaser della nuova run lo si avrà però su Infinite Frontier n.0 (il 2 marzo). Ad affiancare Bendis per i disegni vi è uno dei suoi storici collaboratori quali David Marquez, un team che è già stato all'opera su Spiderman, All-New X-Men, Invincible Iron-Man, Civil War II (per la Marvel) e Detective Comics n.2012 (per la DC). A Bendis viene affidato il super team più iconico e celebre della DC e questo in un periodo cardine per il franchise ad esso collegato in quanto nello stesso mese viene resa disponibile su HBO Max l'atteso (e alquanto discusso) lungometraggio Zack Snyder's Justice League, una produzione travagliata che vede il ritorno sul film del regista originale (sostituito a suo tempo da Joss Whedon. Per l'occasione diverse scene sono state aggiunte, altre tagliate e vi sono stati re-shoot. Bendis si ritrova anche a dover aggiungere Black Adam nella formazione del team in quanto bisogna dare visibilità e credibilità (come super eroe) ad un personaggio per il quale è previsto il blockbuster con protagonista Dwayne Johnson. Il line-up di partenza per il ciclo di storie di Bendis è formato da: Superman, Batman, Flash, Hawkgirl, Aquaman, Hyppolita, Naomi (il nuovo personaggio creato per la Wonder Comics), e Black Adam. Oltre all'incarico sulla Lega, la WarnerMedia ha annunciato l'adattamento in serie d'animazione dell'opera Cover del suo Bendis-Mack (opera creator-owned per l'imprint Jinxworld) alla quale si aggiunge la serie tv live-action Naomi per la The CW. Quest'ultima si basa su un personaggio creato da Bendis e David F. Walker nel 2019 per l'imprint Wonder Comics. Da notare che per la serie animata Cover, Bendis ha il compito di realizzare gli script di ogni singola puntata. Da questi impegni si evince quindi l'importanza che l'autore mantiene per la compagnia nonostante il suo allontanamento da Superman e la rottura del contratto esclusivo. Per quanto riguarda la distribuzione dei suoi titoli creator-ownwed, sotto l'imprint Jinxworld, trova un accordo con Mike Richardson, presidente della Dark Horse Comics, il quale si dimostra entusiasta di poter inserire le opere indipendenti di Bendis tra le proposte della sua casa editrice. Aggiunge inoltre che è da anni che speraava di iniziare questa collaborazione. Il debutto dell'etichetta Jinxworld per la Dark Horse avviene il 17 novembre 2021 con la distribuzione del n.1 di una nuova limited-series dal titolo Joy Operations che vede ai testi Bendis e ai disegni Stephen Byrne. Il nuovo editor che ha la funzione di coordinare e supervisionare le produzioni Dark Horse/Jinxworld è Daniel Chabon, il quale afferma che sono già in lavorazione diversi nuovi progetti che verranno realizzati e distribuiti a partire dal 2022. Per quanto riguarda l'intero e (ormai) corposo catalogo del Jinxworld, formatosi nell'arco di oltre due decenni, verrà riproposto in nuove edizioni dalla casa editrice di Milwaukie. La prima riproposta è Pearl, opera realizzata da Bendis e Michael Gaydos (distribuita in origine da DC Comics) e ora riproposta in una nuova edizione dal marzo 2022. Tra i titoli creati dall'autore, ma non proposti da Dark Horse, rientra la trilogia distopica e fantasy denominata Phenomena, realizzata con l'artista André Lima Araújo, pubblicata con il formato graphic novel dalla Abrams ComicsArts. Il motivo risiede nel fatto che il contratto con la Abrams precede quello con la Dark Horse e l'opera non sarebbe comunque rientrata sotto l'imprint Jinxworld. Il formato scelto per questa pubblicazione è quello della graphic novel in bianco e nero (dalle tonalità di grigio), con una storia indirizzata a lettori young adult e una distribuzione esclusiva e capillare per le librerie. Bendis inizia a lavorare al progetto nel 2019 insieme all'artista André Lima Araújo, la storia vede come protagonisti tre ragazzi sopravvissuti ad un cataclisma che ha colpito la Terra anni prima e li vede coinvolti in un viaggio dove la magia è tornata ad essere parte integrante del pianeta. La prima graphic novel viene distribuita nel 2022, la seconda nel 2023 e la terza nel 2024. Bendis incontra Araújo quando realizzano insieme alcuni fumetti per Young Justice e Legion of Super-Heroes, rimanendo subito affascinato dal suo stile e la sua immaginazione. Inoltre ha modo di visionare delle sue tavole originali che mettono in evidenza la capacità di creare nuovi mondi e scenari fantasy. Bendis gli propone immediatamente di lavorare ad un nuovo progetto quale sarà Phenomena e in cui entrambi riversano tutta la loro creatività e immaginazione. Bendis arriva ad affermare che le graphic novel legate al progetto sono il fumetto al quale ha contribuito nella maniera più scrupolosa e dettagliata possibile, ogni singola tavola viene visionata e supervisionata con attenzione non solo dal duo Bendis-Araújo, ma anche da uno staff della Abrams ComicsArt a capo del quale vi è il redattore Charles, coordinatore finale di un progetto che ha previsto 5 anni di lavorazione. Bendis sceglie volutamente il formato del romanzo grafico e la distribuzione tramite il mercato librario, in quanto prevede che la tendenza del mercato (come dimostrano le statistiche degli ultimi anni) si sposta in questa direzione, con un apparente progressivo calo di interesse per il formato del comic book mensile. Per quanto riguarda il target dei lettori, alla DC ha modo di osservare come personaggi e graphic novel (anche fuori continuity) create per lettori All Ages e Young Adult riscuotono un notevole successo e hanno un mercato in crescita. Un esempio da lui citato è il sorprende successo di una giovane super eroina da lui co-creata quale Naomi. Phenomena vuole seguire quindi questo trend che contrasta con quanto proposto dall'autore negli anni novanta, ma al quale Bendis si sente ora legato (più che al classico genere noir dei suoi esordi). Tramite il fantasy e questo tipo di opere indirizzate ad un lettore più giovane e adolescenziale sente di poter trasmettere un messaggio di speranza e una ventata di ottimismo che sproni le nuove generazioni a superare il cinismo e la mercificazione di ogni aspetto della vita che ora sembra dominare la società.

## Opere

### Caliber Press
- Goldfish nn. 1-5 (testi e disegni di Bendis), miniserie di 5 numeri, gli albi non presentano numerazione ma sono indicati cronologicamente con i titoli: Ace - Jack - Queen - Joker - King, settembre 1994 - dicembre 1995.
- Jinx nn. 1-6 (testi e disegni di Bendis), miniserie di 6 albi, non viene indicato il mese di pubblicazione, 1996.

### Image Comics
- Torso nn. 1-6 (testi di Bendis e Marc Andreyko, disegni di Bendis), miniserie (conclusa), 1998-1999.
- Sam and Twitch nn. 1-19 (testi di Bendis con disegni di Angel Medina, Jamie Tolagson, Alberto Ponticelli, Clayton Crain, Alex Maleev), serie regolare, agosto 1998 - febbraio 2001.
- Powers (Vol.1) nn. 1-37 (testi di Bendis con disegni di Michael Avon Oeming), serie regolare, aprile 2000 - febbraio 2004.
- HellSpawn nn. 1-4 (testi di Bendis con disegni di Ashley Wood e Bill Sienkiewicz), serie regolare (conclusa con il n. 16 nell'aprile 2003), agosto 2000 - novembre 2000.

### Oni Press
- Fortune and Glory nn.1-3, (testi e disegni di Bendis), miniserie di 3 albi (conclusa), dicembre 1999 - gennaio 2000. L'opera viene raccolta in una nuova edizione brossurata distribuita da DC Comics per l'imprint Jinxworld. Vi sono aggiunte 24 pagine di materiale inedito e una introduzione di Paul Dini. Data di distribuzione: 10 aprile 2019.

### Marvel Comics
- Daredevil (Vol. 2) nn. 16-19 e nn. 26-81 (testi di Bendis e disegni di David Mack - Alex Maleev), imprint Marvel Knights, serie regolare (dopo il n. 119 riprende la numerazione della prima serie), maggio 2001 - marzo 2006.
- Ultimate Fantastic Four nn.1-6, (testi di Bendis e Mark Millar, disegni di Adam Kubert e Danny Miki), serie regolare (conclusa con il n.60), imprint: Ultimate, febbraio-luglio 2004.
- New Avengers nn. 1-64 (testi di Bendis e disegni di AA.VV.), serie regolare (conclusa), gennaio 2005 - giugno 2010.
- The New Avengers: Illuminati n.1, Brian Michael Bendis (testi) - Alex Maleev (disegni) - Gabriele Dell'Otto (artista di copertina), albo unico, maggio 2006.
- The New Avengers: Illuminati (Vol.2.) nn.1-5, Brian Michael Bendis e Brian Reed (testi) - Jim Cheung e Mark Morales (disegni) - J.Cheung (artista di copertina), limited-series di 5 albi (conclusa), febbraio 2007 - gennaio 2008.
- The Mighty Avengers nn. 1-20 (testi di Bendis e disegni di AA.VV.), serie regolare (conclusa con il n. 36), maggio 2007 - febbraio 2009.
- Ultimate Origins nn.1-5, Brian Michael Bendis (testi) e Jackson Butch Guice (disegni), limited-series di 5 albi, agosto-dicembre 2008.
- Dark Avengers nn. 1-6 e nn. 9-16 (testi di Bendis e disegni di AA.VV.), serie regolare (conclusa con il n. 16), marzo 2009 - luglio 2010.
- Spider-Woman (Vol.3) nn.1-7, (testi di Bendis e disegni di Alex Maleev), serie regolare (conclusa), sviluppata anche come motion comic, novembre 2009 - marzo 2010.
- Avengers: Prime nn.1-5, (testi di Bendis, disegni di Alan Davis e Mark Farmer), limited-series (conclusa), agosto 2010 - marzo 2011.
- All-New X-Men nn.1-41, Brian Michael Bendis (testi) & AA.VV. (disegni), serie regolare (conclusa con il n.41), linea editoriale: Marvel NOW!, 14 novembre 2012 - 3 giugno 2015.
- Guardians of the Galaxy n.0,1, Brian Michael Bendis (testi) - Steve McNiven e John Dell (disegni), albo unico (preludio alla serie Guardians of the Galaxy Vol.3), 27 febbraio 2013.
- Guardians of the Galaxy (Vol.3) nn.1-27, Brian Michael Bendis (testi) & AA.VV. (disegni), serie regolare (conclusa con il n.27), linea editoriale: Marvel NOW!, aprile 2013 - luglio 2015.
- Miles Morales: The Ultimate Spider-Man nn.1-12, Brian Michael Bendis (testi) e David Marquez (disegni), serie regolare (conclusa con il n.12), sequel della serie Ultimate Comics Spider-Man (Vol.2), luglio 2014 - giugno 2015.
- Guardians of Knowhere nn.1-4, Brian Michael Bendis (testi) e Mike Deodato, Jr. (disegni), miniserie di 4 albi, spin-off di Guardians of the Galaxy (Vol.3) e tie-in della miniserie evento Secret Wars, settembre-novembre 2015.
- Guardians of the Galaxy (Vol.4) nn.1-19, Brian Michael Bendis (testi) & AA.VV. (disegni), serie regolare (conclusa con il n.19), linea editoriale: All-New All-Different Marvel, dicembre 2015 - giugno 2017.
- Spider-Man (Vol. 2) nn. 1-28 (testi di Bendis e disegni di AA.VV.), serie regolare con protagonista Miles Morales (conclusa), dal n. 22 prende la numerazione per aggregazione delle precedenti Ultimate Spider-Man, il n. 22 diventa il n. 234 e l'albo conclusivo è il n. 240, aprile 2016 - luglio 2018.
- Infamous Iron Man nn. 1-12 (testi di Bendis e disegni di Alex Maleev), serie regolare (conclusa con il n. 12), dicembre 2016 - novembre 2017.
- Jessica Jones nn. 1-18 (testi di Bendis e disegni di Michael Gaydos, copertine di David Mack), serie regolare (conclusa), dicembre 2016 - maggio 2018.
- The Defenders (Vol.5) nn. 1-10 (testi di Bendis e disegni di David Marquez), serie regolare (conclusa) agosto 2017 - aprile 2018.

### Max Comics
- Alias nn. 1-28 (testi di Bendis con disegni di Michael Gaydos e AA.VV.), serie regolare (conclusa), novembre 2001 - gennaio 2004.

### Icon Comics
- Scarlet nn. 1-10 (testi di Bendis e disegni di Alex Maleev), serie regolare (sospesa), luglio 2010 - luglio 2016.
- Takio, (testi di Bendis e disegni di Michael Avon Oeming), graphic novel (edizione cartonata), marzo 2011.
- Brilliant nn. 1-5 (testi di Bendis, disegni di Mark Bagley e Joe Rubinstein), serie regolare (sospesa), luglio 2011 - marzo 2014.
- Torso, (testi di Mark Andreyko e B.M.Bendis e disegni di B.M. Bendis), raccolta in edizione cartonata: contiene i 6 numeri della miniserie pubblicata tra il 1998 e il 1999 per la Image Comics, prima edizione Icon Comics: 2012.
- Takio nn. 1-4 (testi di Bendis e disegni di Michael Avon Oeming), miniserie di 4, luglio 2011 - settembre 2013.
- The United States of Murder Inc. nn. 1-6 (testi di Bendis e disegni di Michael Avon Oeming), miniserie di 6, maggio 2014 - febbraio 2015.

### DC Comics
- Action Comics n. 1000 (testi di Bendis & AA.VV., disegni di AA.VV.), serie regolare, 18 aprile 2018
- The Man of Steel nn. 1-6 (testi di Bendis e disegni di Ivan Reis, Joe Prado, Evan Shaner, Ryan Sook, Kevin Maguire, Adam Hughes, Jason Fabok), miniserie settimanale di 6 numeri, 30 maggio - 4 luglio 2018.
- Superman nn.1-28, (testi di Bendis, disegni di Ivan Reis e Joe Prado), serie regolare, 11 luglio 2018 - 15 dicembre 2020.
- Action Comics dal n. 1001 (testi di Bendis e disegni di Patrick Gleason), serie regolare, 25 luglio 2018 - in corso.
- Pearl nn.1-12 (testi di Bendis e disegni di Michael Gaydos), inizialmente annunciata come miniserie di 6 albi diviene una serie regolare con iln.7 (conclusa con il n.12), 15 agosto 2018 - 21 agosto 2019. Etichetta Jinxworld.
- Scarlet nn. 1-5 (testi di Bendis e disegni di Alex Maleev), miniserie di 5, 28 agosto 2018 - 2 gennaio 2019. Etichetta Jinxworld.
- Cover nn. 1-6 (testi di Bendis e disegni di David Mack), miniserie di 6, 5 settembre 2018 - 20 febbraio 2019. Etichetta Jinxworld.
- United States vs. Murder, INC. nn. 1-6 (testi di Bendis e disegni di Michael Avon Oeming), miniserie di 6, 5 settembre 2018 - 6 febbraio 2019. Etichetta Jinxworld.
- The United States of Murder INC. Vol. 1: The Truth TP (testi di Bendis e disegni di Michael Avon Oeming), Collected Editions: raccoglie i primi 6 numeri della serie pubblicati originariamente dalla Marvel Comics per Icon Comics, 26 settembre 2018, ISBN 978-1-4012-8746-7. Etichetta Jinxworld.
- Young Justice dal n. 1 (testi di Bendis e disegni di Patrick Gleason), serie regolare, 9 gennaio 2019 - in corso. Etichetta Wonder Comics.
- Naomi nn.1-6 (testi di Bendis e David F. Walker, disegni di Jamal Campbell), miniserie (conclusa), 23 gennaio-settembre 2019. Distribuita in volume con il titolo Naomi: Season One (23 ottobre 2019). Etichetta Wonder Comics.
- Detective Comics n. 1000 (testi di Bendis & AA.VV., disegni di AA.VV.), serie regolare (albo celebrativo dell'ottantesimo anniversario di Detective Comics[30]), 27 marzo 2019.
- DC's Year of the Villain n. 1 (testi di Bendis, Scott Snyder, James Tynion IV - disegni di Jim Cheung, Alex Maleev, Francis Manapul), albo unico venduto al prezzo speciale di "$0,25" (venticinque centesimi di dollaro) e prologo alla storia-evento The Year of the Villain, 1º maggio 2019[31].
- Superman: Leviathan Rising Special n. 1 (testi di Bendis, Matt Fraction, Greg Rucka, Marc Andreyko - disegni di Yanick Paquette, Steve Lieber, Mike Perkins), albo unico in formato prestige di 80 pagine, serve da prologo a Event Leviathan e introduce le future serie dedicate a Lois Lane e Jimmy Olsen, 29 maggio 2019[32].
- Event Leviathan dal n. 1 (testi di Bendis e disegni di Alex Maleev), miniserie di 6, 12 giugno 2019 - in corso.
- Batman: Universe nn. 1-6 (testi di Bendis e disegni di Nick Derington), miniserie di 6, 10 - 4 dicembre 2019. Contiene storie originariamente pubblicate sulla serie antologica Batman Giant (tra il n. 3 e il n. 14).
- Legion of Super-Heroes: Millennium nn. 1-2, (testi di Bendis - disegni di Jim Lee, Dustin Nguyen, Andrea Sorrentino, André Lima Araújo & AA.VV.), miniserie di 2, 4 settembre 2019 - 2 ottobre 2019.
- Powers: The Best Ever HC (testi di Bendis e disegni di Michael Avon Oeming), graphic novel con copertina cartonata, 30 ottobre 2019. Prima graphic novel originale del fumetto "Powers"[24]. ISBN 9781401298883
- Legion of Super-Heroes nn.1-12, (testi di Bendis, matite di Ryan Sook, chine di R.Sook e Wade Von Grawbadger), serie regolare (conclusa con il n.12), 6 novembre 2019 - 19 gennaio 2021.
- Event Leviathan: Checkmate dal n. 1, (testi di Bendis e disegni di Alex Maleev), miniserie di 6 albi, 22 aprile 2020 -in corso.
- Justice League dal n.59, Brian Michael Bendis (testi per la main story) e Ram V (testi per la back up story) - David Marquez e AA.VV. (disegni), serie regolare, 16 marzo 2021 -in corso.

### Dark Horse Comics
- Joy Operations dal n.1, Brian Michael Bendis (testi) e Stephen Byrne (disegni), limited-series, imprint: Jinxworld, 24 novembre 2021 -in corso.
- Pearl III dal n.1, Brian Michael Bendis (testi) e MIchael Gaydos (disegni), limited-series, imprint: Jinxworld, dal 25 maggio 2022.

### Abrams ComicsArt
- Phenomena: The Golden City of Eyes, Brian Michael Bendis (testi) e André Lima Araújo (disegni), graphic novel, 13 settembre 2022.

## Lavori in altri media
- Durante il suo periodo alla Marvel Comics (2000-2017), Bendis è stato coinvolto nel comitato creativo dei Marvel Studios ed è stato consulente per il processo creativo della trilogia cinematografica su Iron Man (con Robert Downey Jr.), sui film di Capitan America, degli Avengers, Guardians of the Galaxy e sul film Ant-Man[2].
- La prima opera a fumetti di Bendis a essere opzionata per un adattamento cinematografico è Torso, realizzata insieme a Marc Andreyko[33]. La storia si basa su fatti realmente accaduti, che narrano quanto fatto da Eliot Ness dopo che riuscì ad arrestare Al Capone e si trasferì a Cleveland. Da metà degli anni duemila diversi registi si sono interessati al progetto tra cui David Fincher che voleva produrne un film ad alto budget girato in bianco e nero, ma la Paramount che ne aveva i diritti non ha voluto procedere[33]. Da allora Bendis si adopera per rimettere in carreggiata la produzione del film rivedendone lo script e optando per un lungometraggio indipendente a basso costo[33]. Nel 2013 il regista e scrittore David Lowery sembrava intenzionata a collaborare con Bendis per realizzare il film ma finora nessuna casa di produzione si è impegnata concretamente a supportare il progetto[33].
- Nel 2014 la Random House ha pubblicato il suo libro creativo Words of Pictures: The Art of Business of Writing Comics and Graphic Novels[2]. L'opera nasce dalla sua esperienza come insegnante di scrittura per storie a fumetti e graphic novel presso l'Università dell'Oregon[2].
- Bendis collabora come consulente creativo e produttore esecutivo per la realizzazione del film d'animazione Spider-Man: Un Nuovo Universo prodotto dalla Sony Pictures Animation e distribuito nel 2018[2]. Il film vede come protagonista Miles Morales, nuova e popolare versione dell'Uomo Ragno creata da Bendis nel 2011 per i fumetti dell'Universo Ultimate[2]. L'opera viene acclamata da pubblico e critica e vince nel 2019 il Premio Oscar come Miglior Film d'animazione.
- Attualmente (2019-2020) si sta occupando dell'adattamento televisivo della serie a fumetti Scarlet, creata dallo stesso Bendis e dal disegnatore Alex Maleev per l'imprint "Jinxworld"[2]. Quando esce il primo albo, nel 2010, l'opera è distribuita per Icon Comics (etichetta della Marvel). Dal 2018 Scarlet, come gli altri titoli del catalogo "Jinxworld" sono distribuiti dalla DC[2]. L'annuncio di un possibile adattamento in serie televisiva era stato annunciato da Bendis al ATX Television Festival di Austin nel 2016[34]. L'autore aveva affermato che ci si trovava solo agli inizi del progetto e, anche se non ancora ufficialmente, che la HBO avrebbe prodotto l'opera, probabilmente attraverso il suo canale Cinemax[34]. I toni della serie TV saranno in linea, come afferma Bendis, con le tematiche politiche e la natura violenta della storia raccontata nel comic book[34]. Nonostante sia passato qualche anno dall'annuncio il progetto è ancora in fase di sviluppo e l'autore è coinvolto nel processo creativo[2].
- Nel febbraio del 2021 viene annunciato da WarnerMedia che la serie Cover, creata da Bendis insieme a David Mack (sotto l'imprint Jinxworld), sarà adattata in una serie televisiva d'animazione per la piattaforma streaming HBO Max[35]. Gli autori dell'opera originale sono coinvolti direttamente in quanto Bendis si occupa delle sceneggiature delle puntate, mentre Mack ne è il regista[35]. Vi è quindi piena fiducia in coloro che hanno creato il fumetto e si vuole che l'adattamento gli sia il più fedele possibile. Il progetto è supervisionato da Suzanna Makkos, vice presidente esecutivo della sezione della HBO denominata "Comedy Original and Adult Animation"[35]. La serie Cover, per le tematiche trattate rientra tra le opere in sviluppo per la Adult Animation (ovvero serie d'animazione per un pubblico adulto)[35]. La Makkos è responsabile di ampliare il catalogo d'opere d'animazione della HBO Max e si dice particolarmente entusiasta del contributo che può portare il duo Bendis-Mack. Afferma: «Siamo orgogliosi di introdurre questo nuovo gruppo di peculiari serie (create) da una vasta gamma d'autori di varia estrazione e che arriveranno ad essere un punto di riferimento imprescindibile per tutti gli amanti dell'animazione»[35].
- È produttore della serie televisiva Naomi, incentrata sul suo omonimo personaggio.[36]
- La piattaforma HBO Max rimane soddisfatta della sceneggiatura per il pilota della serie Cover e a fine del 2021 chiede a Bendis quale serie gli piacerebbe adattare per la piattaforma streaming basata su una proprietà della DC Comics[37]. L'autore non esita a rispondere che le sue preferenze vanno senza dubbio alla Legione dei Super-Eroi e la proposta trova i favori della HBO che decide di sviluppare il progetto come serie d'animazione[37]. Bendis è entusiasta di poter lavorare all'adattamento in quanto considera la Legione come un franchise dal grande potenziale e vuole approcciare l'opera con la stessa cura e attenzione che ha messo nei suoi impegni cross-mediali per il personaggio di Spider-Man alla Marvel Comics[37]. Le idee da cui prende spunto per lo script degli episodi derivano in parte da quanto realizzato in coppia con Ryan Sook per la serie a fumetti di 12 albi pubblicata tra il 2019 e il 2021, ma vi si trovano anche riferimenti e spunti che riportano all'epoca classica (il periodo Silver Age) del team supereroistico del futuro, con riferimento a quanto fatto da Otto Binder e Al Plastino a partire dal 1958, anno di creazione editoriale per il gruppo[37].

## Apparizioni e citazioni
Bendis compare nel numero 66 di Ultimate Spider-Man da lui scritto, come una sorta di Cicerone che introduce alla storia.
Viene citato anche nel serial The O.C. come uno degli autori preferiti di uno dei protagonisti (la serie è stata scritta anche da Allan Heinberg, sceneggiatore di Young Avengers).

## Premi
Vince 5 Eisner Award:
- Nel 1999 vince come "talento emergente meritevole di una più ampia considerazione" (o Talent Deserving of Wider Recognition in originale)
- Nel 2001 come autore, con Michael Avon Oeming, della "miglior nuova serie" (o Best New Series in originale) per Powers.
- Nel 2002 e 2003 come "miglior scrittore dell'anno" (o Best Writer in originale).
- Nel 2003 come autore, con Alex Maleev, della "miglior serie periodica non limitata" (o Best Continuing Series in originale) per Daredevil della Marvel Comics.

Tra gli altri premi:
- Nel 2015 vince il Peabody Award come co-creatore e consulte della serie TV Jessica Jones, distribuita da Netflix e prodotta in collaborazione con Marvel Television[2].